# Silene skorpilii
Silene skorpilii är en nejlikväxtart som beskrevs av Josef Velenovský. Silene skorpilii ingår i släktet glimmar, och familjen nejlikväxter. Inga underarter finns listade i Catalogue of Life.